# 140
Évszázadok: 1. század – 2. század – 3. század
Évtizedek: 90-es évek – 100-as évek – 110-es évek – 120-as évek – 130-as évek – 140-es évek – 150-es évek – 160-as évek – 170-es évek – 180-as évek – 190-es évek
Évek: 135 – 136 – 137 – 138 –  139 – 140 – 141 – 142 – 143 – 144 – 145

## Események

### Római Birodalom
- Antoninus Pius császárt (helyettese májustól Q. Antonius Isauricus, júniustól Julius Crassipes, novembertől M. Barbius Aemilianus) és Marcus Aurelius Caesart (helyettese L. Aurelius Flaccus és T. Flavius Julianus) választják consulnak.
- Antoninus Pius kinevezi a germán kvádok királyát és szövetségi szerződést köt vele.
- Meghal Faustina, a császár felesége. Istennővé avatják és templomot kap a Forumon.
- Meghal Hüginosz, Róma püspöke. Utóda I. Pius.

### Pártus Birodalom
- III. Vologaészész pártus királynak sikerül legyőznie V. Mithridatész trónkövetelőt, aki az ország nyugati felét uralta.

## Halálozások
- Hüginosz pápa
- Faustina, Antoninus Pius felesége

## Fordítás
- Ez a szócikk részben vagy egészben  az   AD 140 című angol Wikipédia-szócikk ezen változatának fordításán alapul.  Az eredeti cikk szerkesztőit annak laptörténete sorolja fel. Ez a jelzés csupán a megfogalmazás eredetét és a szerzői jogokat jelzi, nem szolgál a cikkben szereplő információk forrásmegjelöléseként.